# Ignatij Michajlovič Milovanov
Ignatij Michajlovič Milovanov (rusky Игнатий Михайлович Милованов; ?? – ??) byl ruský kozák, diplomat a syn bojarský působící ve druhé polovině 17. století ruském Zabajkalsku.

## Život
Ignatij Milovanov od 50. let 17. století sloužil v Zabajkalsku jako kozák. Začátkem 70. let byl desátníkem. 
Koncem roku 1669 si v Něrčinsku poslové říše Čching stěžovali si na agresivitu kozáků z Albazinu vůči čchingským poddaným.
V dubnu 1670 další poselstvo navíc požadovalo od něrčinského vojevody Daniila Aršinského vydání Gantimura (evenckého náčelníka, který několik let předtím přešel od Čchingů k Rusům). Aršinskij ze své iniciativy reagoval vysláním Ignatije Milovanova, jeho bratra Vasilije a několika dalších kozáků do Pekingu s listem, v němž vyzýval čchingského císaře Kchang-siho k podřízení se ruskému carovi; nevydání Gantimura vysvětloval jeho stářím a nemocí a neexistencí carského rozhodnutí o něm a albazinské kozáky omlouval s tím, že se jen bránili útokům Daurů a Ďučerů, kteří při nájezdu do blízkosti Albazinu zabili tucet Rusů a ukradli jejich skot. Milovanov vyrazil v dubnu 1670 a v květnu dojel do Pekingu, přičemž pro cestu do Pekingu použil novou trasu z Něrčinska k řece Arguň, poté k Chajlaru, přes Velký Chingan a údolím řeky Jal k řece Non a odtud na jihozápad k Pekingu.
V Pekingu předal list v Dvoru závislých držav, jehož úředníci ho oficiálně přeložili císaři jako nabídku cara na podřízení se, to jest právě opačně. Poté Milovanova oficiálně přijal císař před celým dvorem. Do Něrčinska se Milovanov vrátil s čchingským zástupcem, který Aršinskému předal císařův list carovi, v němž císař za vydání Gantimura sliboval mír. Čchingský list dopravil do Moskvy. Rusové na něj bezprostředně nereagovali, vyslanec Nikolaj Spafarij se však o několik let později odvolával na tento list s tím, že nepřijel z iniciativy Moskvy, ale na čchingskou výzvu.
Roku 1675 Ignatij Milovanov znovu jel do Pekingu, aby upozornil čchingské úřady na příjezd Nikolaje Spafarije. Začátkem 80. let měl již titul syna bojarského a pracoval na rozvoji zemědělství v Zabajkalsku a Poamuří, když mapoval povodí Šilky, Něrči, Amuru a Zeji a vyhledával místa vhodná pro založení polí. Mimo jiné navrhl založení města na místě pozdějšího Blagověščensku. Roku 1684 sloužil v Něrčinsku jako pomocník vojevody Ivana Vlasova.